# トレジャー・ファクトリー

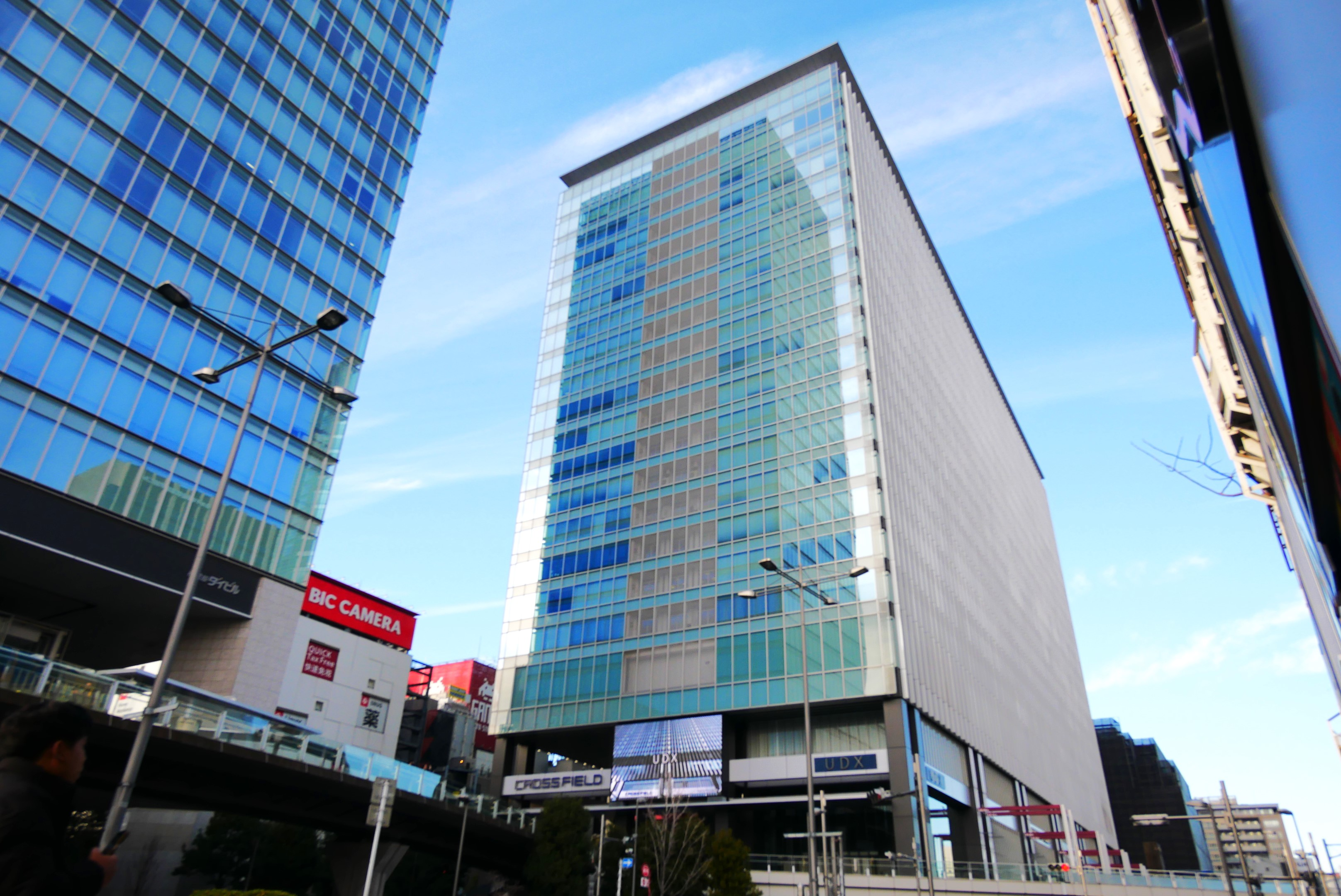
本社が入居する秋葉原UDXビル

株式会社トレジャー・ファクトリーは、東京都千代田区に本社を置くリユース企業。リユースショップ「トレジャーファクトリー」などを運営する。

## 概要
関東圏、関西圏を中心にグループ合計281店舗（2024年5月末現在）を運営し、洋服・ブランド品・家具・家電・スポーツ用品・雑貨等の買取、販売を行っている。引越と買取の一括対応を行う「トレファク引越」や、不動産売却や賃貸管理サポートを行う「トレファク不動産」など、独自のサービスも展開している。
経営理念は、「トレジャーファクトリーは人々に喜び・発見・感動を提供します。」。

## 事業内容

### 業態
- 総合リユースショップ トレジャーファクトリー
- 服飾専門リユースショップ トレファクスタイル
- スポーツアウトドア専門リユースショップ トレファクスポーツアウトドア
- ブランド専門リユースショップ ブランドコレクト
- 古着アウトレットショップ ユーズレット
- インテリア・家電専門リユースショップ トレファクマーケット
- ブランド古着専門ショップ カインドオル (グループ会社)
- 総合リユースショップ ピックアップ (グループ会社)
- ブランド・貴金属専門リユースショップ キンバリー (グループ会社)
- ゴルフ専門リユースショップ ゴルフキッズ (グループ会社)
- ゴルフ専門リユースショップ ゴルフキング (グループ会社)
- ゴルフクラブカスタムショップ ゴルファーズプレイス (グループ会社)

### リユース周辺サービス
- リユース一体型引越サービス トレファク引越
- 不動産と買取の一括サービス トレファク不動産
- 終活・生前整理サービス Regacy（レガシー）
- ECドレスレンタルサービス Cariru（カリル）
- ブラックフォーマルレンタルサービス Cariru BLACK FORMAL
- 法人向けリユースオークション トレファクライブネットオークション

### グループ会社
- 株式会社カインドオル
- 株式会社ピックアップジャパン
- 株式会社GKファクトリー
- 株式会社トレファクテクノロジーズ
- Treasure Factory (Thailand) Co., Ltd.（タイ現地法人）
- 台灣寶物工廠股份有限公司 (Treasure Factory (Taiwan) Co.,Ltd.）（台湾現地法人）総合リユースショップ　トレジャーファクトリー

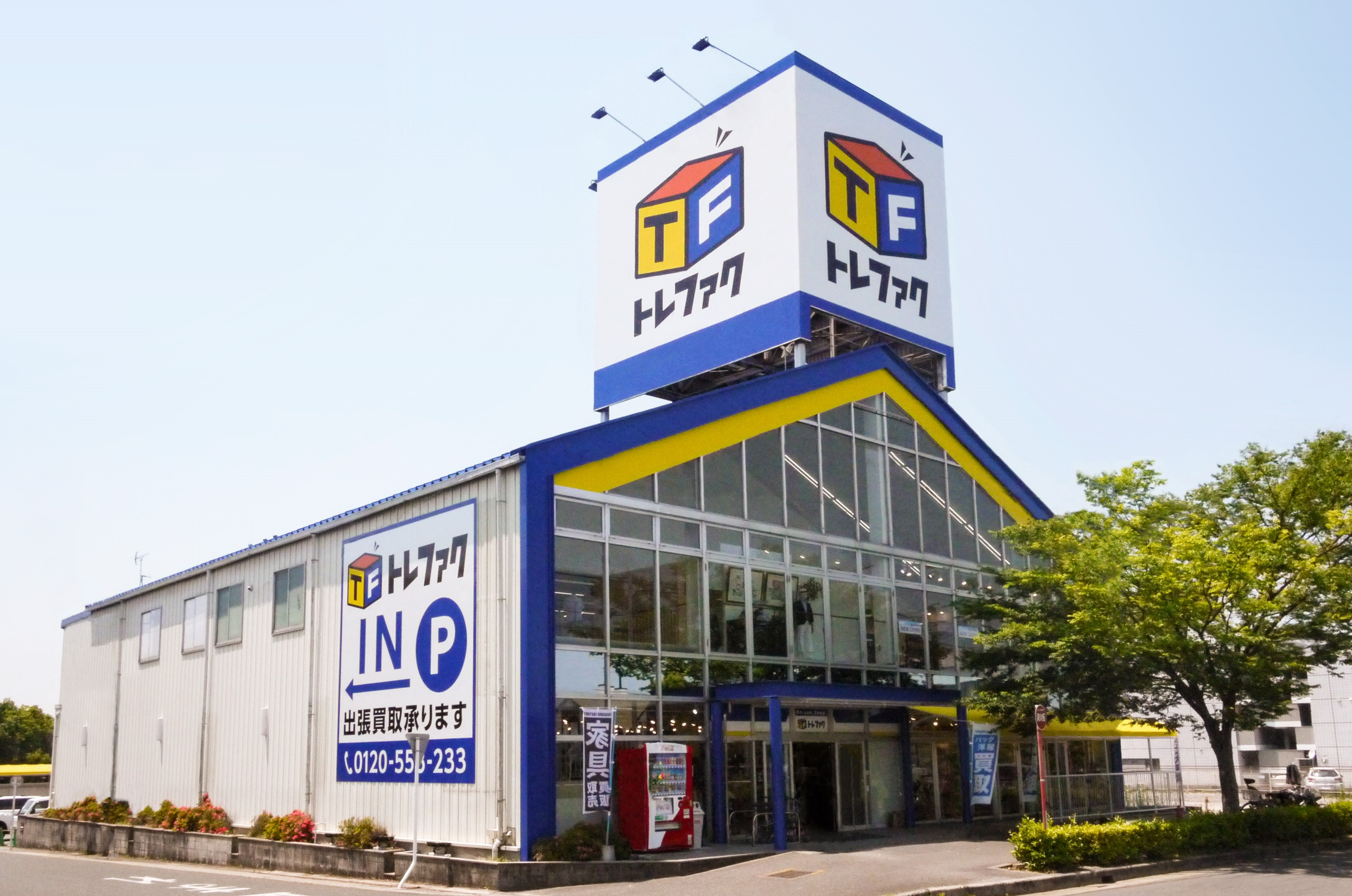
総合リユースショップ　トレジャーファクトリー

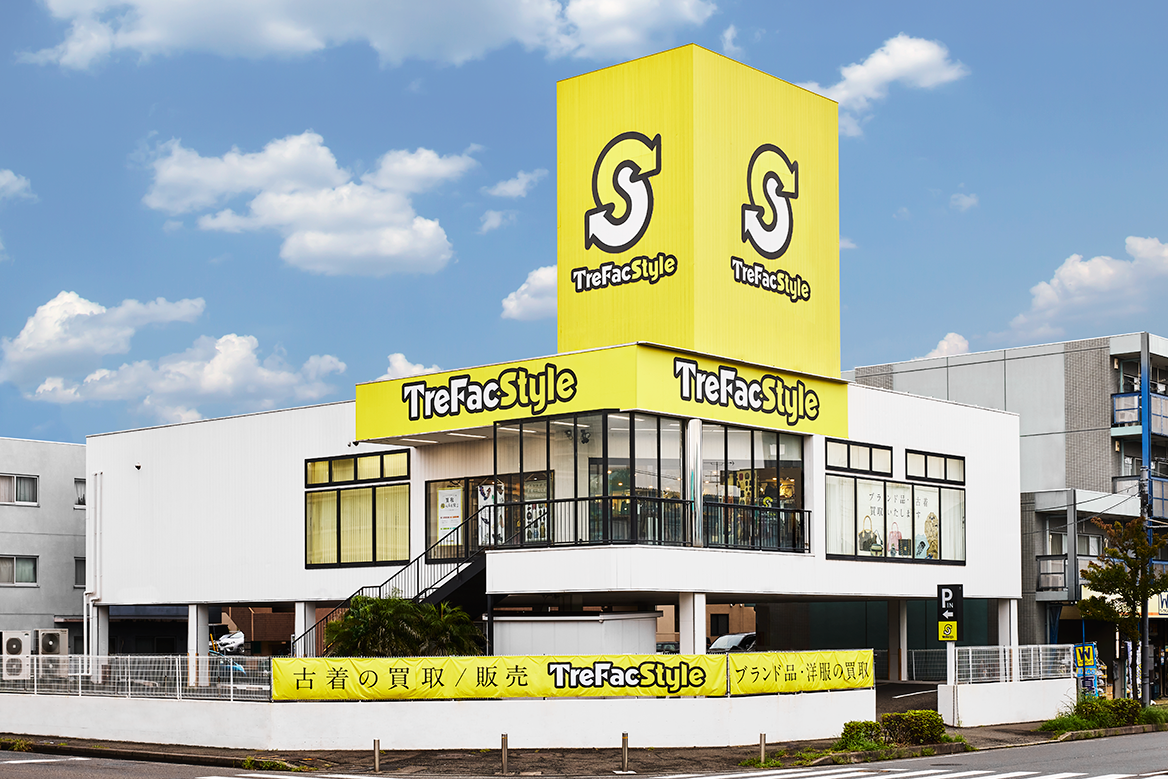
服飾専門リユースショップ　トレファクスタイル

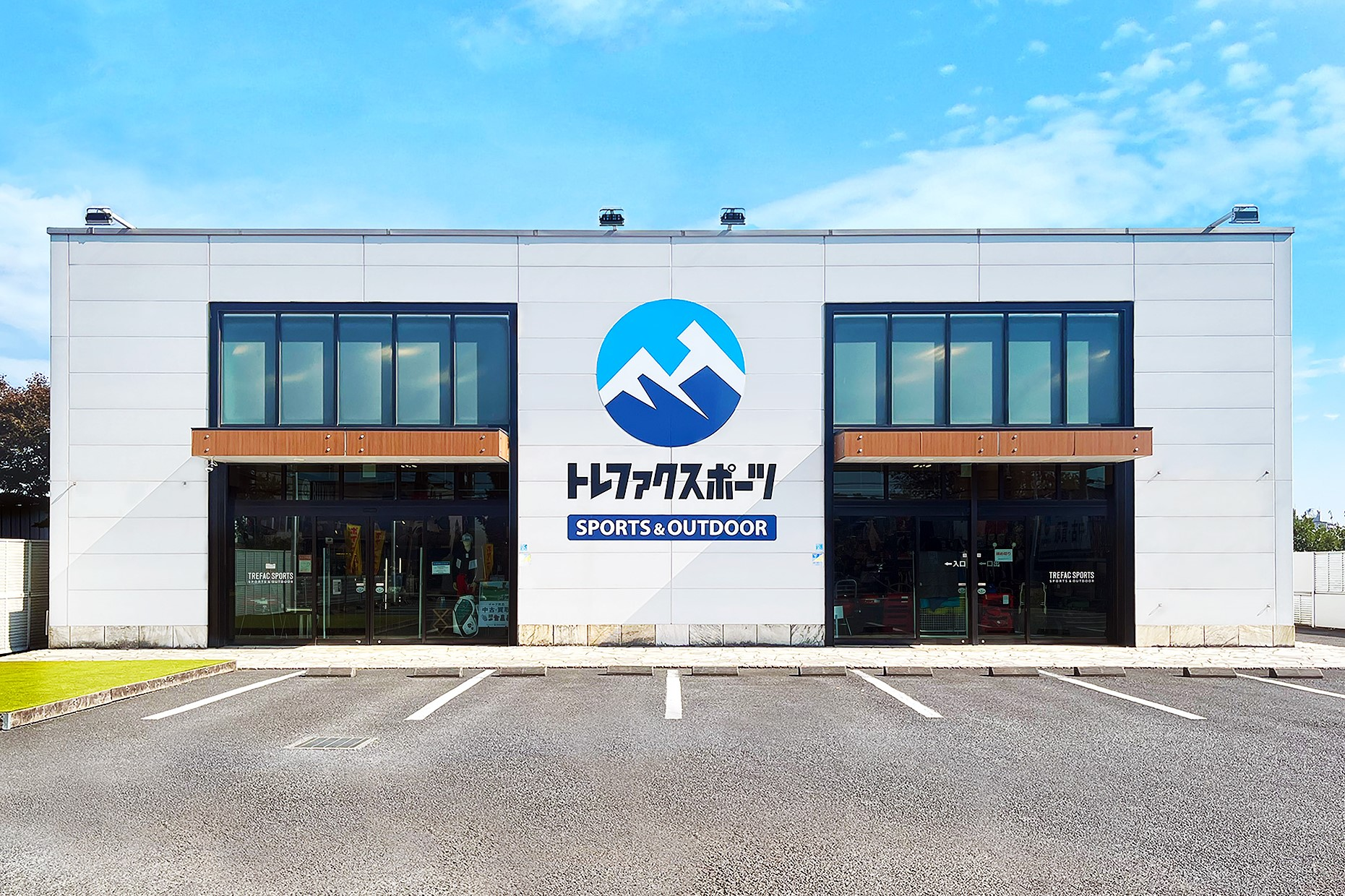
スポーツアウトドア専門リユースショップ　トレファクスポーツアウトドア

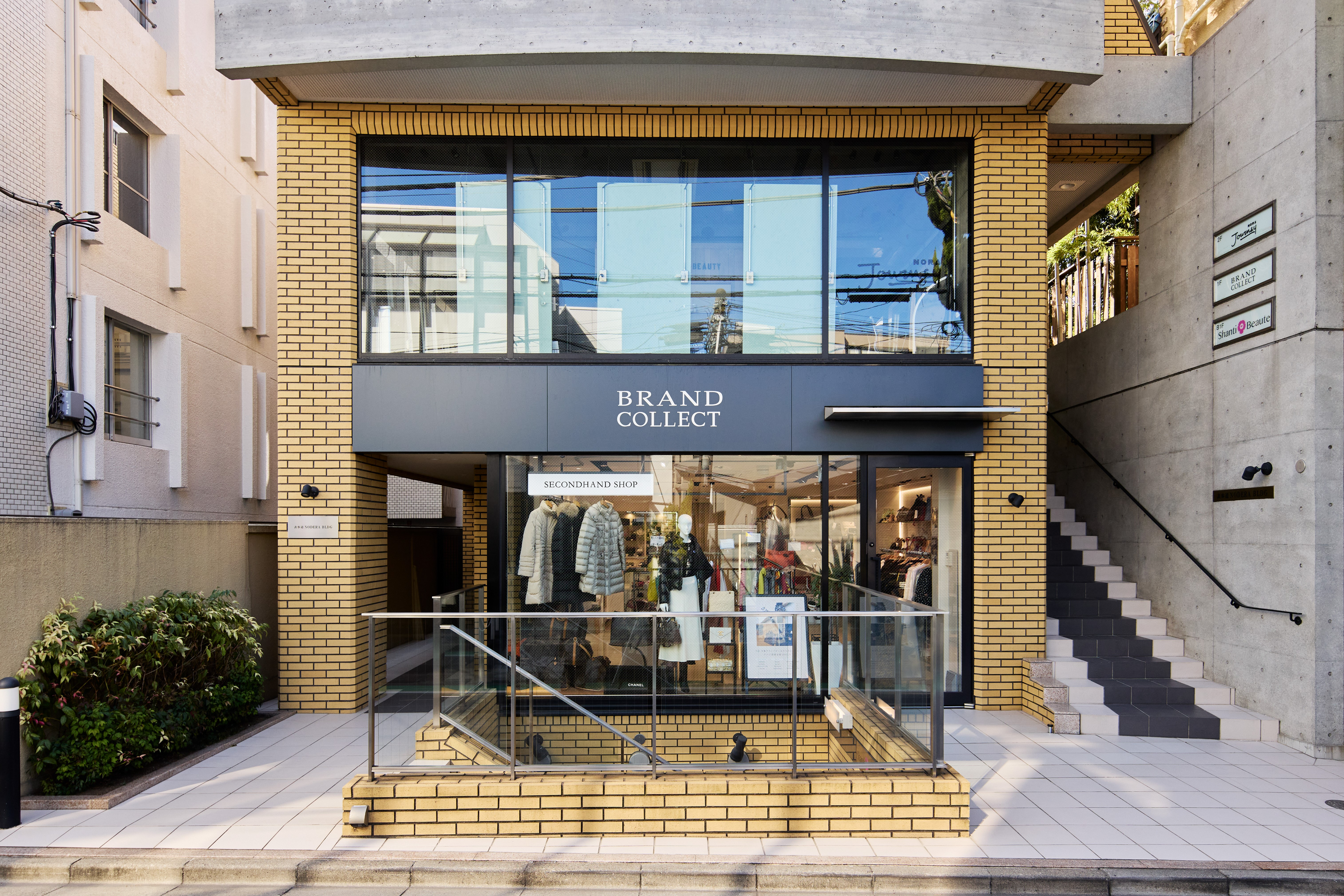
ブランド専門リユースショップ　ブランドコレクト

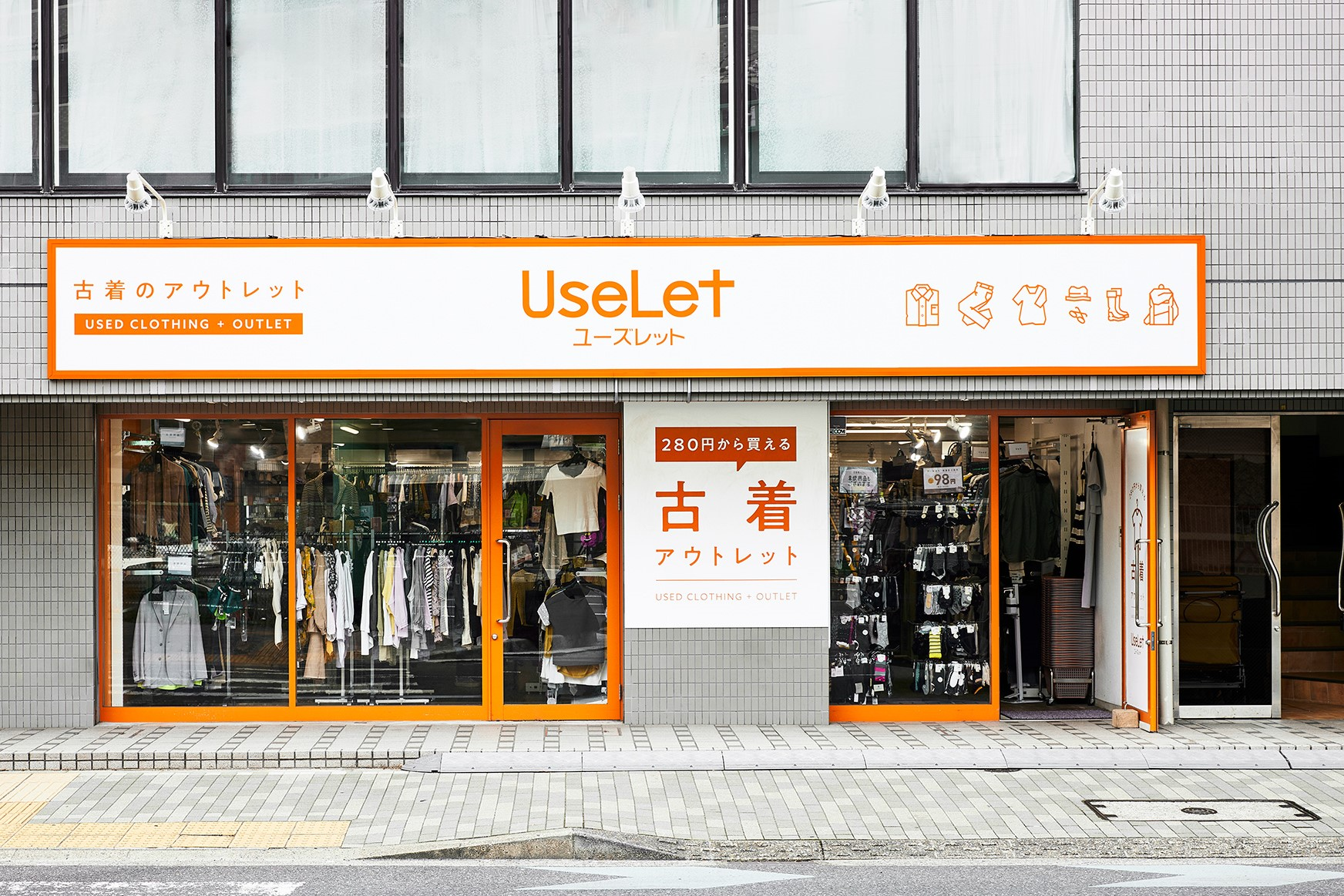
古着アウトレットショップ　ユーズレット

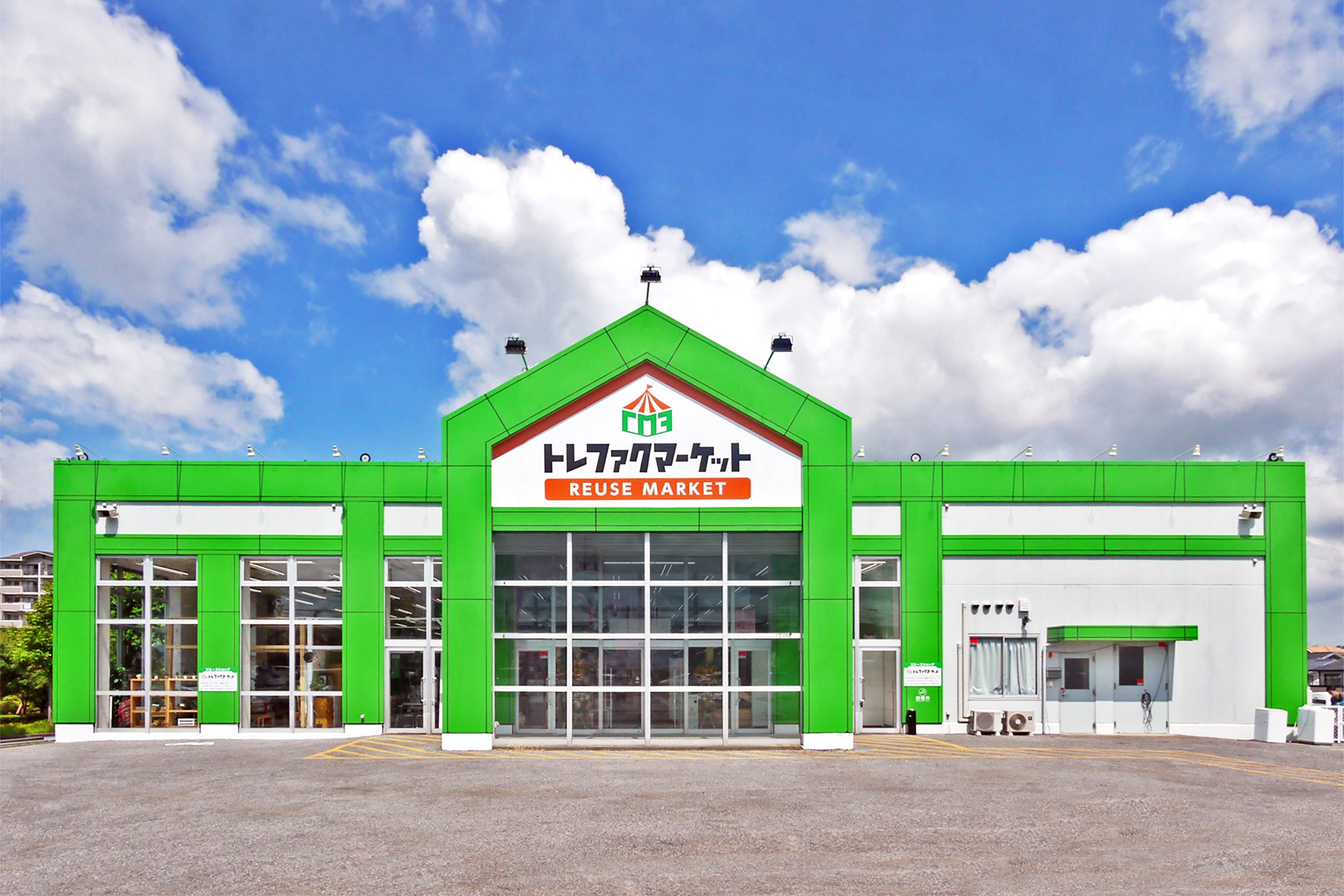
インテリア・家電専門リユースショップ　トレファクマーケット

## 沿革
- 1995年
  - 5月25日 - 関東近郊の同業他社や営業形態が日本とは異なるロサンゼルスの類似業者を参考[2] に、有限会社トレジャー・ファクトリーを設立
  - 10月 - 足立区に1号店「トレジャーファクトリー足立本店」を開店
- 1998年
  - 11月 - 埼玉県に初進出、埼玉県草加市に「トレジャーファクトリー草加店」を開店
- 1999年
  - 7月 - 東京都足立区舎人に本社を開設
  - 8月 - インターネット通販を開始
  - 12月 - 「株式会社トレジャー・ファクトリー」へ商号変更
- 2000年
  - 9月 - 東京都足立区入谷に物流センターを開設
- 2002年
  - 5月 - 東京都足立区竹の塚に本社を移転
- 2003年
  - 2月 - 東京都足立区入谷に物流センターを拡張移転
  - 3月 - 神奈川県に初進出、神奈川県横浜市に「トレジャーファクトリー鶴見店」を開店
- 2004年
  - 7月 - FC事業を開始、福島県いわき市にFC1号店「トレジャーファクトリーいわき鹿島店」を開店
- 2006年
  - 1月 - 千葉県に初進出、千葉県千葉市に「トレジャーファクトリー若葉みつわ台店」を開店
  - 10月 - 衣類・服飾雑貨専門の新業態「トレジャーファクトリースタイル（現「トレファクスタイル」）を開始
- 2007年
  - 12月 - 東京証券取引所マザーズへ上場
- 2008年
  - 2月 - 東京都足立区梅島に本社を移転
- 2010年
  - 2月 - 「トレジャーファクトリースタイルオンラインショップ（現「TREFAC FASHION」）」をオープン
  - 10月 - ブランドバッグ、ドレスなどのレンタルサービス「Cariru」を開始
- 2012年
  - 1月 - 茨城県に初進出、茨城県牛久市に「トレジャーファクトリー牛久店」を開店
  - 7月 - 神奈川県相模原市緑区にスタイルセンターを拡張移転
- 2013年
  - 5月 - 関西エリアに初進出、兵庫県神戸市に「トレジャーファクトリー神戸新長田店」を開店
  - 6月 - 埼玉県さいたま市南区に物流センターを拡張移転
  - 11月 - 幅広いファッション商品を低価格で提供する新業態「ユーズレット」を開始、埼玉県久喜市に1号店を開店
- 2014年
  - 9月 - スポーツ・アウトドア専門の新業態「トレファクスポーツ」を開始、神奈川県横浜市に1号店を開店
  - 9月 - 引越事業「トレファク引越」を開始
  - 10月 - 株式会社ファーストザウェーブから事業譲渡を受け、ブランド古着専門店「ブランドコレクト」を開始
  - 12月 - 東京証券取引所第一部へ市場変更
- 2016年
  - 3月 - タイに海外現地法人「Treasure Factory (Thailand) Co., Ltd.」を設立
  - 5月 - 中部エリアに初進出、愛知県名古屋市に「トレジャーファクトリー徳重店」を開店
  - 7月 - 九州エリアに初進出、福岡県春日市に「トレジャーファクトリー福岡春日店」を開店
  - 7月 - 東京都千代田区神田練塀町 大東ビルに本社を移転
  - 7月 - タイ・バンコクに海外1号店となる「トレジャーファクトリースクンビット39店」を開店
  - 8月 - 電化製品・家具を中心に扱う大型店舗の新業態「トレファクマーケット」を開始、千葉県千葉市に1号店を開店
  - 9月 - 株式会社カインドオルを買収。子会社化
- 2017年
  - 10月 - 総合リユースオンラインショップ「トレファクONLINE」をオープン
- 2018年
  - 3月 - 株式会社ゴルフキッズ（現 株式会社GKファクトリー）を買収。子会社化
- 2019年
  - 1月 - 株式会社デジタルクエストの株式を取得し、子会社化
  - 10月 - 不動産事業「トレファク不動産」を開始
- 2020年
  - 3月 - オークション事業「トレファクライブネットオークション」を開始
  - 10月 - 株式会社ピックアップジャパンの株式を取得し、子会社化
  - 11月 - 終活・生前整理事業「Regacy」を開始
- 2021年
  - 3月 - 株式会社ゴルフキッズを、株式会社GKファクトリーに社名変更
  - 4月 - 台湾に海外現地法人、台灣寶物工廠股份有限公司を設立
- 2022年
  - 2月 - 株式会社デジタルクエストを分割し、株式会社トレファクテクノロジーズを設立
  - 4月 - 東京証券取引所市場第一部から東京証券取引所プライムに市場変更
  - 12月 - 台湾・新北市に台湾1号店となる「トレジャーファクトリー新莊幸福店」を開店
- 2023年
  - 10月 - アクオ株式会社の株式を取得し、子会社化
- 2024年
  - 2月 - 株式会社GKファクトリーがアクオ株式会社を吸収合併
- 2025年
  - 1月 - コーポレートロゴを変更
  - 1月 - 東京都千代田区外神田 秋葉原UDXビルに本社を移転

## テレビ番組
- 日経スペシャル ガイアの夜明け リサイクルの光と影～ゴミを宝にするビジネスは今～（2009年3月17日、テレビ東京）[3] - 出張買取バイヤーの目利きを取材。
- 日経スペシャル カンブリア宮殿（テレビ東京）
  - やっちゃえ起業!なっちゃえ社長!目指せ100億円SP（2013年10月24日）- 社長 野坂英吾ほか出演[4]。
  - 急拡大!"トレファク" 知られざるリサイクル最前線（2023年7月6日）- 社長 野坂英吾出演[5]。

## 書籍

### 関連書籍
- 『勝ち続ける会社をつくる 起業の教科書 資金30万円から100億円企業をつくった社長が教える』（著者:野坂英吾）（2017年5月1日、日本実業出版社）ISBN 9784534054975